# 후안 카를로스 레무스
후안 카를로스 레무스 가르시아(스페인어: Juan Carlos Lemus García, 1965년 2월 6일~)는 쿠바의 권투 선수로 1992년 하계 올림픽 라이트미들급에서 금메달을 획득했다.